# 월드리포트
《월드리포트》는 KNN의 주말 아침 시간대에 방영되었던 월드 뉴스 프로그램이다. 방영시간은 매주 토요일 오전 8:10분부터 8:30분까지다.

## 같이 보기
- KNN 모닝와이드
- 모닝와이드